# Warnowie
Warnowie – początkowo nazwa odnosząca się do germańskiego plemienia osiadłego na środkowym Połabiu. O Warnach wspomina Prokopiusz w związku z migracją Herulów nad rzekę Warnow. 
Germańscy Warnowie zostali rozbici przez Franków w 595 r. n.e. Ich niedobitki pozostały, mieszając się z czasem z plemionami słowiańskimi, stąd późniejsi słowiańscy Warnowie. 
Plemię to osiadłe nad górną Warnową na wschód od właściwych Obodrzyców weszło w XI w. w skład państwa obodrzyckiego.